# Laboratório Nacional de Biociências
O Laboratório Nacional de Biociências (LNBio) é uma instituição brasileira de pesquisa em biologia, dedicada à investigação da saúde humana, unindo biologia integrativa e tecnologias avançadas. O laboratório, idealizado em 1998, entrou em funcionamento em 2000 e está localizado no Distrito de Barão Geraldo da cidade de Campinas, no interior do estado de São Paulo, Brasil.
O LNBio integra o Centro Nacional de Pesquisa em Energia e Materiais (CNPEM) com outros três laboratórios nacionais: o Laboratório Nacional de Luz Síncrotron (LNLS), o Laboratório Nacional de Biorrenováveis (LNBR) e o Laboratório Nacional de Nanotecnologia (LNNano). Com apoio do MEC, o CNPEM também mantém a Ilum Escola de Ciência, que oferece um curso superior gratuito em Ciência e Tecnologia.

## História
A concepção de um grupo dentro do Laboratório Nacional de Luz Síncrotron para estudos em biologia estrutural iniciou em 1998 pelo químico Rogério Meneghini. Em 1999, foi construído o prédio para abrigar o então chamado Centro de Biologia Molecular e Estrutural (CeBiME). No ano seguinte, a primeira equipe de pesquisadores começa a trabalhar no CeBiME.
Em 2009, após reestruturação interna, o centro é renomeado para Laboratório Nacional de Biociências.
O LNBio foi criado para realizar atividades de pesquisa em biociências, bem como para apoiar iniciativas de pesquisa, desenvolvimento e inovação em áreas estratégicas como biotecnologia, materiais para saúde e ciências da vida.

## Divisões Científicas
As atividades científicas e tecnológicas do LNBio estão organizadas em quatro Divisões: 
- Imunidade e Patógenos
- Biologia Integrativa
- Tecnologias em Saúde
- Facilities e Serviços

## Instalações
O LNBio opera atualmente sete instalações abertas que permitem a execução de experimentos de alta complexidade e pesquisa multidisciplinar em diferentes áreas da Ciência da Vida, incluindo biologia estrutural, proteômica, metabolômica, bioimagem, entre outros.
O atendimento de usuários externos por meio do acesso gratuito às instalações abertas é parte relevante da missão do CNPEM e conta, majoritariamente, com recursos do Contrato de Gestão entre o CNPEM e o Ministério da Ciência, Tecnologia e Inovação (MCTI). Agências de fomento e financiamento à pesquisa também colaboram com o Centro por meio da aquisição de equipamentos multiusuários.
A comunidade acadêmica pode solicitar o uso desses laboratórios enviando uma proposta de pesquisa na página do Escritório de Usuários (EdU)
Laboratório de Espectrometria de Massas: O Laboratório de Espectrometria de Massas (MAS) permite a realização de experimentos que utilizam proteômica baseada em espectrometria de massas. O MAS oferece suporte técnico-científico em todas as etapas do projeto, incluindo delineamento experimental, preparo das amostras, análise das amostras utilizando o sistema de cromatografia líquida acoplado ao espectrômetro de massas e análise dos dados.
Laboratório de Espectroscopia e Calorimetria: O Laboratório de Espectroscopia e Calorimetria (LEC) é recurso central para estudar a biofísica de proteínas, com vistas a desenvolver e otimizar métodos para estudar interações, dinâmica e estabilidade macromoleculares. A instalação permite a realização de estudos biofísicos de macromoléculas, nanopartículas e polímeros em solução. Provê informações sobre estrutura, enovelamento, ligação à molécula, constantes de dissociação, estabilidade, tamanho, formato e estado oligomérico. Além disso, possui capacidades para estimar peso molecular, potencial zeta, forma e conformação de macromoléculas biológicas, algumas medições de polímeros e nanopartículas.
Laboratório de Ressonância Magnética Nuclear: O Laboratório de Ressonância Magnética Nuclear (RMN) está focado em avaliar a estrutura e atividade de proteínas e suas interações com pequenas moléculas (fármacos e drogas) ou macromoléculas (DNA, RNA e carboidratos), permitindo identificar modificações de perfis metabólicos e possíveis alterações em vias metabólicas. A ressonância magnética nuclear é uma técnica alternativa bastante utilizada na resolução da estrutura atômica de proteínas, sobretudo de proteínas de baixo peso molecular e que não formam cristais. A técnica apresenta vantagem em relação à cristalografia e criomicroscopia eletrônica, pois permite estudos de dinâmicas de interação entre proteínas e diferentes ligantes para amostras em solução.
Laboratório Automatizado de Cristalização de Proteínas: O Laboratório Automatizado de Cristalização de Proteínas (ROBOLAB) executa todas as etapas do processo de cristalização de proteínas, desde o preparo das matrizes de cristalização até a distribuição em microplacas e registro periódico dos experimentos. Disponibiliza aos seus usuários uma plataforma totalmente automatizada para triagem das condições de cristalização e visualização de experimentos que podem ser acessados remotamente para acompanhamento da formação de cristais.